# Erhard Hübener

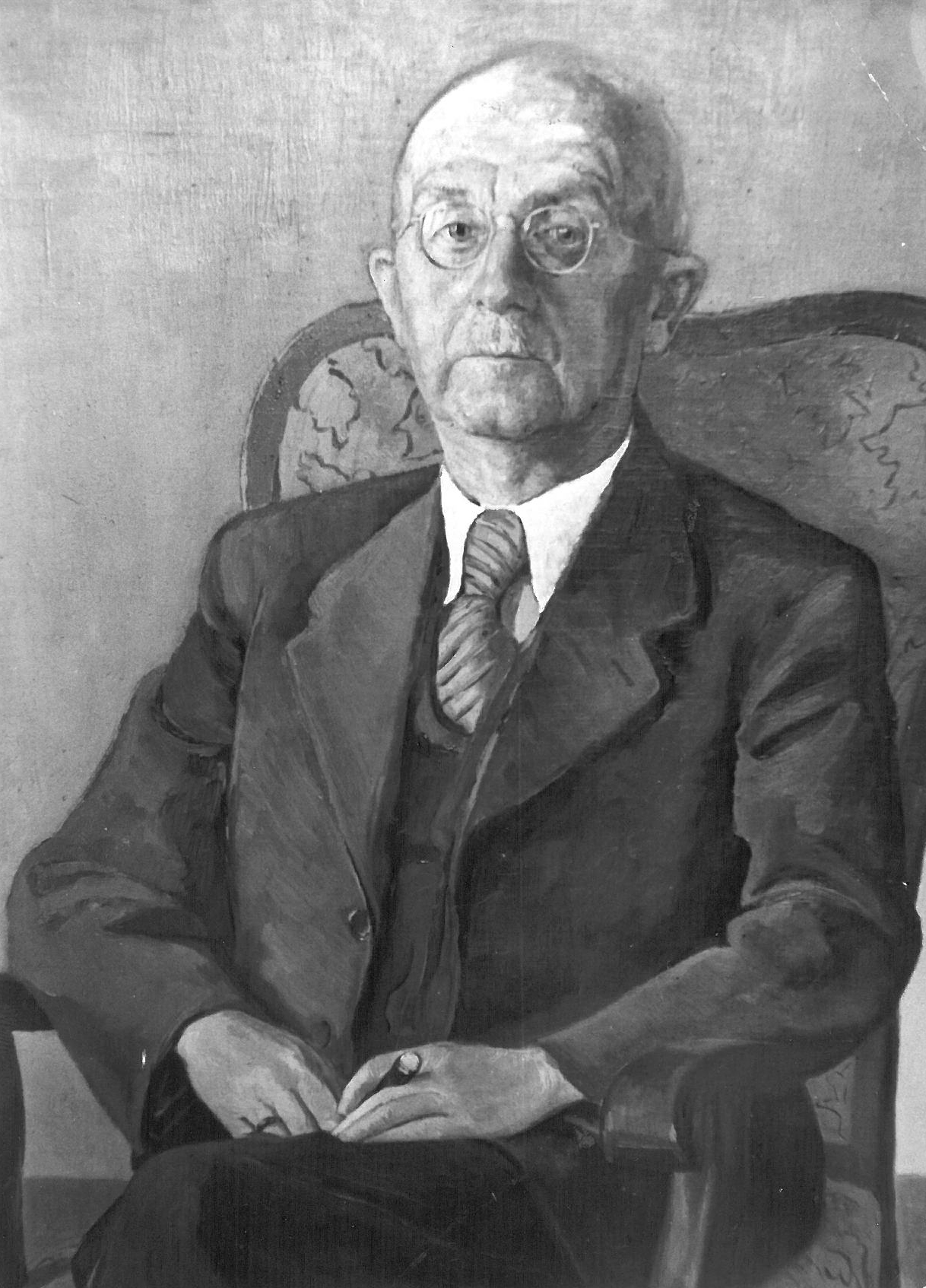
Erhard Hübener, 1940er Jahre

Friedrich Julius Erhard Hübener (* 4. August 1881 in Tacken, Kreis Westprignitz, Brandenburg; † 3. Juni 1958 in Gadderbaum, Kreis Bielefeld, Nordrhein-Westfalen) war ein deutscher Politiker (DDP, LDPD). Von Dezember 1946 bis Oktober 1949 war er der erste Ministerpräsident des Landes Sachsen-Anhalt und einziger nichtkommunistischer Regierungschef in der Sowjetischen Besatzungszone Deutschlands.

## Leben
Hübener wurde als Sohn eines evangelischen Pfarrers geboren. Ab 1894 besuchte er das Gymnasium in Seehausen in der Altmark, später die Landesschule Pforta. 1901 machte er dort das Abitur. Anschließend studierte er Geschichte und Nationalökonomie an den Universitäten Kiel und Berlin. 1905 wurde er promoviert. Anschließend arbeitete er u. a. als volkswirtschaftlicher Sekretär und Syndikus in einem Berliner Handelshaus bzw. bei der Handelskammer von Berlin. Am 25. Mai 1909 heiratete Hübener in Perleberg Wilhelmine Antonie Ottilie („Otti“) Bornemann, eine Freundin seiner Schwester, die er aus Ferienaufenthalten in Tacken kannte.
Im Ersten Weltkrieg war er Offizier. Nach Kriegsende trat er der Deutschen Demokratischen Partei (DDP) bei. 1919 wurde er auf Betreiben von Minister Otto Fischbeck Mitarbeiter im preußischen Handelsministerium.
1922 wechselte Hübener als stellvertretender Landeshauptmann zum Provinzialverband Sachsen, der Selbstverwaltungskörperschaft der preußischen Provinz Sachsen. Noch im selben Jahr wurde er geschäftsführender Landeshauptmann, 1924 wurde er offiziell in das Amt gewählt. Er profilierte sich als Wirtschafts- und Verwaltungsexperte, der über Parteigrenzen hinaus den Konsens suchte. Er beschäftigte sich mit einer föderalen Neugliederung Deutschlands und schlug bereits in den 1920er Jahren die Gründung eines Landes Sachsen-Anhalt vor. 1930 wurde er mit den Stimmen von Sozialdemokraten, Demokraten und Deutschnationalen im Amt bestätigt.
1933 wurde Hübener aus dem Amt entfernt und zwangspensioniert. Bis zum Ende des Dritten Reiches widmete er sich in Jena und Wernigerode künstlerischen und wissenschaftlichen Fragen, verfasste kleine Schriften unter dem Pseudonym F. J. Erhard. Im Zweiten Weltkrieg diente er 1941/42 in der Wehrmacht.

Sachsen-Anhalt in der SBZ

Nach Kriegsende 1945 berief ihn die amerikanische Besatzungsmacht, die zunächst große Teile der Provinz Halle-Merseburg kontrollierte, erneut in das Amt des Landeshauptmanns. Das alliierte Zonenprotokoll und die Beschlüsse von Jalta ordneten die frühere Provinz Sachsen und Anhalt aber der sowjetischen Besatzungszone zu. Die Sowjetische Militäradministration (SMAD) bildete aus den genannten Gebieten im Juli 1945 eine „Provinz Sachsen“, aus der später das Land Sachsen-Anhalt hervorging, und ernannte Hübener zum Präsidenten der Provinzialverwaltung. Er war Mitbegründer der Liberal-Demokratischen Partei (LDP) in Halle (Saale). Diese schnitt bei der Landtagswahl im Oktober 1946 in Sachsen-Anhalt mit 29,9 Prozent unter allen Ländern der SBZ am besten ab. Stärkste Partei war zwar die Sozialistische Einheitspartei Deutschlands (SED), zusammen hatten aber die bürgerlichen Parteien LDP und CDU die Mehrheit.
Am 3. Dezember 1946 wählte der Landtag von Sachsen-Anhalt Hübener zum einzigen nicht der SED angehörenden Ministerpräsidenten in der SBZ. Er stand einer Allparteienregierung mit Ministern der SED, LDP und CDU vor, sein Stellvertreter und Innenminister war der Kommunist Robert Siewert. Für die sowjetische Besatzungsmacht war Hübener ein unbequemer Regierungschef. Er wandte sich gegen die Bodenreform, deren Verordnung er selbst am 3. September 1945 unterzeichnet hatte, und eine schematische Entnazifizierung.
Bis Juni 1948 nahm Erhard Hübener als Ministerpräsident zusätzlich das Amt des Justizministers von Sachsen-Anhalt wahr und ermöglichte es in dieser Funktion dem Richter Dietrich Wilde 1947, Syndikus der Martin-Luther-Universität Halle-Wittenberg zu werden.
Am 5. Juni 1947 kam es unter seiner maßgeblichen Mitwirkung zur ersten und letzten gesamtdeutschen Ministerpräsidentenkonferenz in München, die sich mit der drohenden Spaltung Deutschlands beschäftigte. Hübener hatte mit seinem Rücktritt gedroht, wenn die SMAD die ostdeutschen Ministerpräsidenten nicht reisen ließe. Entgegen seinen Erwartungen lehnten es die westdeutschen Ministerpräsidenten, darunter auch sein langjähriger liberaler Parteifreund Reinhold Maier aus Württemberg-Baden, in stundenlangen Diskussionen ab, Maßnahmen zum Erhalt der deutschen Einheit zu ergreifen.
Hübener sah sich fortan auf aussichtslosem Posten. Auf dem Dritten Deutschen Volkskongress im Mai 1949, der auf Weisung der SMAD die Verfassung der DDR beschloss, appellierte er als Hauptredner der LDPD an die Delegierten: „Unsere künftige Regierung soll, wird und muss lernen, mit freiem Volk auf freiem Grund zu stehen.“ 
Die hallische Stadtverordnetenversammlung wählte Hübener am 8. November 1948 zum Ehrenbürger.

Im August 1949 kündigte er aus Altersgründen seinen Rücktritt als Ministerpräsident von Sachsen-Anhalt zum 1. Oktober 1949 an. Am 10. Oktober 1949 – drei Tage nach Gründung der Deutschen Demokratischen Republik (DDR) – wurde er in einer außerordentlichen Sitzung des Landtages feierlich verabschiedet und Werner Bruschke von der SED (ein ehemaliger Sozialdemokrat) zu seinem Nachfolger gewählt. 

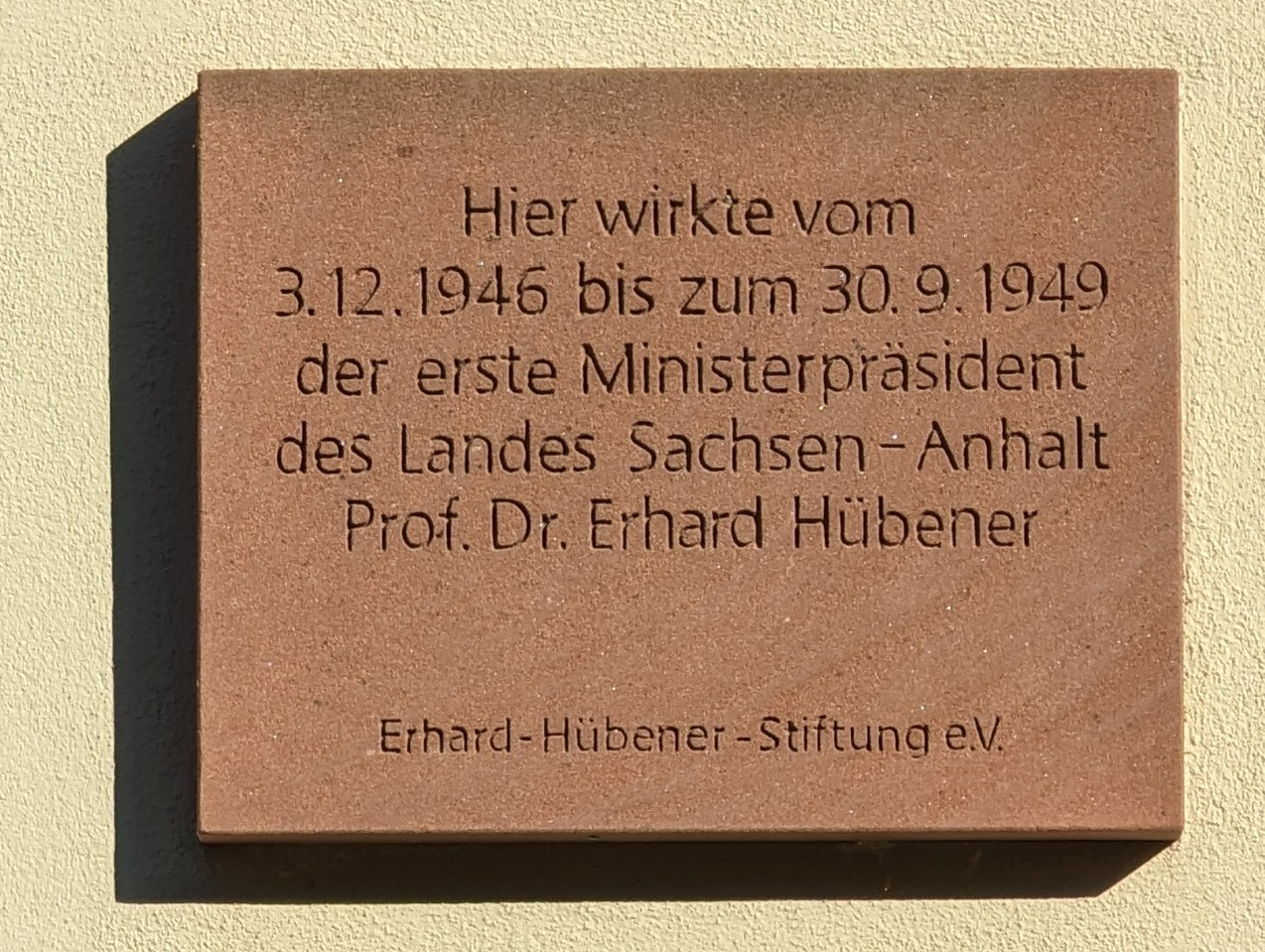
Gedenktafel zum Wirken von Erhard Hübener in der Willy-Lohmann-Straße 7 in Halle (Saale)

Während viele politische Freunde in den Westen Deutschlands flohen, blieb Hübener in der DDR. Er war bereits 1946 zum Professor für Verwaltungskunde (Verwaltungslehre und Verwaltungswissenschaft) an der Martin-Luther-Universität Halle-Wittenberg berufen worden, konnte jedoch wegen seiner Dienststellung als Ministerpräsident zunächst keine Vorlesungen halten. Nachdem er sein Regierungsamt im Oktober 1949 niedergelegt hatte, nahm er die Lehrtätigkeit an der Universität noch auf. Er zog sich auch nicht völlig aus der Politik zurück, pflegte künstlerische und historische Studien, schrieb seine Autobiographie, die später in der Bundesrepublik veröffentlicht wurde. Nach einem Kuraufenthalt in Bad Salzuflen verstarb Hübener am 3. Juni 1958 im Haus Gilead (Bethel) in Gadderbaum, Kreis Bielefeld. Er wurde in Wernigerode begraben, wo er in den letzten Jahren gelebt hatte.
Nach ihm ist die FDP-nahe Erhard-Hübener-Stiftung benannt. Die Landeshauptstadt Magdeburg benannte ihm zu Ehren auf Initiative der FDP-Ratsfraktion im Jahr 2006 einen Platz neben dem Hundertwasserhaus als Erhard-Hübener-Platz.

## Schriften
- Mitteldeutschland und Sachsen-Anhalt. Schriften, Reden, Dokumente des Landeshauptmanns und Ministerpräsidenten. Hrsg. von Mathias Tullner, mdv, Mitteldt. Verlag, Halle (Saale) 2001, ISBN 978-3-89812-107-1.
- Umrisse und Untersuchungen zur Verwaltungskunde. Hrsg. von Rainer Polley. Mit einer Einleitung von Eberhard Laux, Archivschule, Marburg 1994, ISBN 3-923833-86-5.
- Lebenskreise. Lehr- und Wanderjahre eines Ministerpräsidenten (= Mitteldeutsche Forschungen. Band 90). Böhlau, Köln / Wien 1984, ISBN 3-412-05483-6.
- Liberales als soziale Verantwortung. In: LDP-Informationen. 3, 1949.
- Siegfried Berger (Hrsg.): Mitteldeutschland auf dem Wege zur Einheit. Denkschrift über die Wirkung der innerstaatlichen Schranken. Im Auftrag des Provinzial-Ausschusses der Provinz Sachsen. F. Stollberg, Merseburg 1927.